# Lilla Gerkolamm
Lilla Gerkolamm är en sjö i Rättviks kommun i Dalarna och ingår i Ljusnans huvudavrinningsområde.